# 伊藤由美子
伊藤 由美子（いとう ゆみこ、1972年 - ）は、日本のCMディレクター、映画監督。東京都出身。
武蔵野美術大学視覚伝達デザイン学科卒業。1995年に東北新社に入社後、中島信也などに師事し、1999年にCMディレクターとしてデビューする。
2006年、綾瀬はるか主演のショートフィルム「たべるきしない」で、映画監督デビュー。同作品では脚本、編集も担当した。
2003年より写真家佐内正史とのユニット「Sanayumi」として雑誌「spoon.」で連載中。

## 映画
- 『たべるきしない』（2006年、 東北新社）出演: 綾瀬はるか、佐藤貴広、清水沙映

## CM
- ダイキン工業 ダイキンエアコンうるるとさらら“ぴちょんくん”シリーズ(キャラクターデザインも）
- サントリー グレフル
- 大塚製薬 「ポカリスエット」（2005年 綾瀬はるか出演）
- スズキ ラパン 「ラパン・ステージ改」篇（2006年）
- 日本コカ・コーラ 「からだ巡茶」（2006年～ 広末涼子出演）
- ハウス食品 GABAN 「シャンパン」篇 （2006年）
- サッポロビール YEBIS THE HOP 「グリーンベンチ」篇（2007年）
- 日本マクドナルド ￥100マック三角チョコパイ・ティーセレクト 「早口ことば」篇 （2007年）
- 大王製紙 Megami 「登場」篇（2008年）
- NTTドコモ 企業 「ブランド宣言」篇（2008年 成海璃子出演）
- セガサミーホールディングス（2009年）

## PV
- Mr.Children-「未来」

## 受賞歴
- 全日本CM放送連盟賞（ACC賞）銀賞

## 関連
- テレビコマーシャル
- ディレクター
- ぴちょんくん